# بالینگن
شهر بالینگن در ایالت بادن-وورتمبرگ در کشور آلمان واقع شده است.